# Homer Jones
Homer Raymond Jones (* 3. September 1893 in Martinsburg, Audrain County, Missouri; † 26. November 1970 in Bremerton, Washington) war ein US-amerikanischer Politiker. Zwischen 1947 und 1949 vertrat er den Bundesstaat Washington im US-Repräsentantenhaus.

## Werdegang
Im Jahr 1901 kam Homer Jones nach Bremerton, wo er die öffentlichen Schulen besuchte. Danach studierte er am Seattle Business College Betriebswirtschaftslehre. Während des Ersten Weltkrieges diente er von 1917 bis 1919 in der US-Marine. Zwischen 1919 und 1921 war er Metallarbeiter auf der Marinewerft in Bremerton. Danach begann er eine politische Laufbahn.
Von 1922 bis 1924 war er Gemeinderat in Charleston; bis 1927 war er Bürgermeister dieses Ortes. In den Jahren 1926 bis 1929 war Jones Kämmerer des Kitsap County, von 1929 bis 1933 war er stellvertretender Finanzminister seines Staates. In Bremerton übte er zwischen 1933 und 1937 ebenfalls das Amt des Kämmerers aus. Anschließend war er zwischen 1939 und 1941 auch Bürgermeister dieses Ortes. Während des Zweiten Weltkrieges war Jones von 1941 bis 1946 Hauptmann der Marinereserve.
Politisch war Jones Mitglied der Republikanischen Partei. Bei den Kongresswahlen des Jahres 1946 wurde er im ersten Wahlbezirk seines Staates  in das US-Repräsentantenhaus in Washington, D.C. gewählt, wo er am 3. Januar 1947 die Nachfolge von Hugh De Lacy antrat. Da er bei den Wahlen des Jahres 1948 dem Demokraten Hugh Mitchell unterlag, konnte er bis zum 3. März 1949 nur eine Legislaturperiode im Kongress absolvieren.
Zwischen 1949 und 1953 leitete Homer Jones die staatliche Veteranenbetreuung des Staates Washington in Retsil. Danach war er zwischen 1953 und 1957 stellvertretender Finanzminister des Staates Washington. Außerdem arbeitete er noch in der Immobilienbranche. Homer Jones starb am 26. November 1970 in Bremerton und wurde dort auch beigesetzt.